# Papung
Papung (en népalais : पापुङ) est un comité de développement villageois du Népal situé dans le district de Taplejung. Au recensement de 2011, il comptait 1 621 habitants.